# Julie Andrieu
Julie Andrieu (París, 27 de febrero de 1974) es una conocida presentadora de televisión y crítica gastronómica francesa. 

## Biografía
Julie Andrieu es hija de la actriz Nicole Courcel, quien fue abandonada por su marido durante el embarazo de Julie. Madre e hija se instalaron durante un año en la casa de Jean-Pierre Coffe. Julie tiene una hermanastra y un hermanastro por parte de su padre. Es prima del escritor Marc Levy y de la actriz Cathy Andrieu (conocida por sus papeles en producciones de AB) y es familiar del escritor Alexandre Jardin.
A los 17 años, tras obtener el bachillerato literario en 1991, hizo un recorrido hippie, viajando sola durante varios meses por Nepal, India y Sri Lanka. Realizó fotoperiodismo vendiendo sus imágenes a las revistas Paris Match y Elle. Se convirtió, a los 18 años, en fotógrafa de France Soir, donde conoció al también fotógrafo Jean-Marie Périer, treinta y cuatro años mayor que ella, con quien convivió. A los 20 años aprendió a preparar platos pequeños para complacer a su pareja.
Después de que Périer la convenciera para que renunciase a sus planes como fotógrafa, Julie se dedicó al mundo de la cocina. En 1999 publicó su primer libro de cocina, La Cuisine de Julie, y se convirtió en crítica gastronómica de la guía Lebey durante 10 años.

## Carrera en radio y televisión
Desde 2001, ha sido anfitriona de muchos programas de televisión y radio: 
- Canal Téva, 2001, Tout un plat;
- Radio RMC Info, 2002, emite Votre table ;
- Canal Cuisine.tv, 2003, transmitió a Julie autour du monde;
- Canal TF1, 2004-2005, emitió diariamente Julie cuisine, donde en 90 segundos daba un receta;
- Radio Europa 1, 2005, programa semanal Droit dans le buffet;
- Canal France 5, 2007, transmisión semanal Fourchette et sac à dos (Tenedor y mochila);
- Canal France 3, 2009, espectáculo diario de Côté cuisine;
- Canal France 3, 2012, programa semanal Les Carnets de Julie (Las recetas de Julie).[4]

Desde septiembre de 2009 es columnista de cocina en el programa diario C à vous presentado por Alessandra Sublet en France 5. Julie da una receta cada noche durante el espectáculo, alternando con Babette de Rozières y Luana Belmondo. Durante el embarazo de Alessandra Sublet, hasta junio de 2012, se hizo cargo de su reemplazo todos los viernes. 
También trabaja en el semanario Télé 7 jours para la sección de la À table. También ha escrito muchos libros de consejos y recetas, publica en su sitio web y produce una serie de espectáculos, Julie chez vous, donde visita a personajes anónimos para hacer un inventario de sus armarios, aconsejar y desarrollar una receta con el los ingredientes que se encuentra en sus despensas.
En España, sus programas son retransmitidos por La 2 de Radio Televisión Española doblados al castellano.

## Vida privada
Después de su relación con Jean-Marie Périer se casó con el neurocirujano francés Stéphane Delajoux, en agosto de 2010. 
Dio a luz, en octubre de 2012, a un niño llamado Hadrien y en diciembre de 2015, a una niña llamada Gaïa.

## Publicaciones

### Libros de cocina
- All My Best Desserts, París, Alain Ducasse Éditions, 2015
- Les Carnets de Julie, la suite de son tour de France gourmand, París, Alain Ducasse Éditions 2014
- Les Carnets de Julie, Julie cuisine la France... chez vous !, París, Alain Ducasse, 2013
- All my best, Mes 300 meilleures recettes, París, Alain Ducasse, 2012.
- Mes Cocottes, París, Les Éditions Culinaires, 2011
- Julie cuisine le monde, París, Alain Ducasse, 2011.
- Comment briller aux fourneaux sans savoir faire cuire un œuf, París, Agnès Viénot, 2010.
- Carnet de correspondances. Mes accords de goûts, París, Agnès Viénot, 2009.
- Julie chez vous, París, Marabout, 2008.
- Confidences sucrées (en collaboration avec Pierre Hermé), París, Agnès Viénot, 2007.
- Mes secrets pour garder la ligne... sans régime, París, Robert Laffont, 2007.
- Le B.A.-ba du chocolat, París, Marabout, 2006.[8]
- Julie cuisine avec 3 fois rien, París, Albin Michel, 2006.
- Julie cuisine pour garder la ligne, París, Albin Michel, 2006.
- Julie cuisine en quelques minutes, París, Albin Michel, 2005.
- Julie cuisine à l'avance, París, Albin Michel, 2005.
- Ma p'tite cuisine, París, Marabout, 2005.
- Les Cantines de Julie, París, Parigramme, 2004.
- Le Canard de Julie, París, Marabout, 2003.
- La Cuisine expliquée à ma mère, París, Albin Michel, 2002.
- Tout cru, París, Albin Michel, 2001.
- La Cuisine de Julie, París, Albin Michel, 1999.

### Guías
- Lebey des restaurants de París, París, Albin Michel, 2005.
- Petit Lebey des bistrots, París, Albin Michel, 2005.
- Lebey des restaurants italiens de París, París, Albin Michel, 2004.
- Le Guide du club des croqueurs de Chocolat, París, Stock, 1998.